# جون لورانس أنجيل
جون لورانس أنجيل (بالإنجليزية: John Lawrence Angel)‏ هو عالم إنسان أمريكي، ولد في 1915 في لندن في المملكة المتحدة، وتوفي في 3 نوفمبر 1986 في واشنطن العاصمة في الولايات المتحدة.